# Fiabilitatea securității informatice

## Fiabilitatea securitatii informatice
În general se spune că, dacă un lucru merge bine, atunci nu trebuie schimbat. Aplicațiie software vor avea întotdeauna o fiabilitate crescătoare (o rată a erorilor descrescătoare). Acest lucru se datorează descoperirii și corectării erorilor software apărute pe durata exploatării.
Nu același lucru se poate spune despre componentele hardware, a căror fiabilitate urmează binecunoscuta „curbă a căzii de baie”.
Datorită legăturii strânse dintre securitatea informatică și  software-ul instalat pe un sistem informatic, fiabilitatea securității informatice o urmează pe cea a software-ului folosit. Acest lucru înseamnă că fiabilitatea securității informatice crește (scad incidentele informatice) o dată cu trecerea timpului.

### Considerente economice și de securitate legate de schimbarea sistemului de operare
În primii ani de la  apariția Windows XP (2001),  Microsoft a lansat  foarte multe patch-uri de securitate destinate corectării erorilor descoperite pe parcursul exploatării. Numărul  patch-urilor de securitate s-a redus odată cu trecerea timpului, datorită eliminării treptate a erorilor software.
Apariția pe piață a Windows 2008 Server și a  Windows 7 nu a convins prea multe companii să schimbe sistemele de operare datorită  considerentelor economice și de securitate pe care acest lucru le implică. Motivația economică a acestui aspect este clară : costuri foarte mari legate de schimbarea arhitecturii hardware și software  în comparație cu beneficiile rezultate. Din punct de vedere al securității software lucrurile se complică. Dacă pentru o rețea informatică bazată pe Windows 2003 Server și Windows Xp, se cunosc bine punctele slabe și configurările ce trebuiesc făcute, despre o arhitectură bazată pe Windows 2008 Server și Windows 7 nu se poate spune același lucru.
Să ne imaginăm ce riscuri implică schimbarea platformei software a unui sistem informatic bancar de plăți online. O eroare software (de exemplu buffer overflow) nedetectată la testele de securitate efectuate înainte de intrarea în explotare, poate duce la golirea conturilor a mii de utilizatori.
Datorită acestor aspecte, marile companii evită să facă schimbări software și hardware în platformele informatice pe care le dețin. Deciziile de schimbare a sistemelor de operare și implicit a platformelor hardware, se iau atunci când cele aflate în exploatare nu mai îndeplinesc cerințele operaționale. În companiile mari aceste decizii se iau de obicei la 3 – 4 ani de la apariția unui nou sistem de operare. Nu trebuie să vă mire faptul că, în lume la momentul actual sunt rețele informatice ce controlează procese importante (distribuție energie electrică, etc.) bazate  pe platforme Windows NT sau Windows 2000.
În concluzie, dacă pentru uz domestic este posibilă schimbarea sistemului de operare la apariția unuia nou, în cadrul marilor companii aceste decizii sunt foarte dificil de luat. Dacă  decizia de schimbare duce la indisponibilitatea sistemului informatic datorită unor erori de configurare sau erori software ascunse, atunci cel care a propus și implementat schimbarea își va pierde cu siguranță locul de muncă.